# Flavoxanthine
La flavoxanthine est un pigment xanthophylle naturel de formule C40H56O3 que l'on trouve en petites quantités dans de nombreuses plantes. Il est utilisé en tant qu'additif alimentaire sous le numéro E161a comme colorant alimentaire. Cependant il n'est pas autorisé dans l'UE ou aux États-Unis. 